# Lijst van Stolpersteine in Stein
De Lijst van Stolpersteine in Stein geeft een overzicht van de gedenkstenen die in de gemeente Stein in de Nederlandse provincie Limburg zijn geplaatst in het kader van het Stolpersteine-project van de Duitse beeldhouwer-kunstenaar Gunter Demnig.
Stolpersteine zijn opgedragen aan slachtoffers van het nationaalsocialisme, al diegenen die zijn vervolgd, gedeporteerd, vermoord, gedwongen te emigreren of tot zelfmoord gedreven door het nazi-regime. Demnig legt voor elk slachtoffer een aparte steen, meestal voor de laatste zelfgekozen woning.
Omdat het Stolpersteine-project doorloopt, kan deze lijst onvolledig zijn.

## Stolpersteine
In de gemeente Stein liggen zeventien Stolpersteine: een in Elsloo, vijf in de plaats Stein en elf in Urmond.

### Elsloo
In Elsloo ligt een Stolperstein.
| Stolperstein | Inscriptie                                                                       | Adres        | Herdachte persoon          |
| ------------ | -------------------------------------------------------------------------------- | ------------ | -------------------------- |
|              | HIER WOONDE HENRI SCHEPERS GEB. 1914 VERZETSMAN DOODGESCHOTEN 18.8.1944 MEERSSEN | Op de Berg 4 | Henry Schepers (1914-1944) |

### Stein
In Stein liggen vijf Stolpersteine op vijf adressen.
| Stolperstein | Inscriptie | Adres             | Herdachte persoon                               |
| ------------ | --- | ----------------- | ----------------------------------------------- |
|              | HIER WOONDE JAN WILLEM 'GIEL' BERIX GEB. 1907 KAPELAAN VERZETSSTRIJDER GEARRESTEERD 21-6-1944 GEÏNTERNEERD VUGHT, SACHSENHAUSEN VERMOORD 13-3-1945 BERGEN-BELSEN        | Mommerwegsken 1   | Jan Willem Berix ook Giel (1907-1945)           |
|              | HIER WOONDE JACOB JACQUES HERTZ GEB. 1919 GEÏNTERNEERD 6-11-1943 GEDEPORTEERD 16-11-1943 UIT WESTERBORK VERMOORD 31-5-1944 AUSCHWITZ                                    | Keerend 45        | Jacob Jacques Hertz (1919-1944)                 |
|              | HIER WOONDE JOHANNES WILHELMUS 'WIM' SCHEPERS GEB. 1919 VERZETSSTRIJDER OPGEPAKT 3-5-1943 STEIN GEÏNTERNEERD 19-5-1943 'S-HERTOGENBOSCH VERMOORD 25-3-1945 BREMEN-FRAGE | Steinderweg 25    | Johannes Wilhelmus Schepers ook Wim (1919-1945) |
|              | HIER WOONDE JOHANNES MATHIAS SCHREURS GEB. 1919 GEARRESTEERD 15-6-1944 GEDEPORTEERD UIT AMERSFOORT VERMOORD 26-4-1945 NEUENGAMME                                        | Houterend 11      | Johannes Mathias Schreurs (1919-1945)           |
|              | HIER WOONDE HUB VISSCHERS GEB. 1922 VERZETSSTRIJDER VERRADEN GEARRESTEERD 9-8-1944 DWANGARBEID SIERSDORF GEVLUCHT GEARRESTEERD OVERLEDEN 20-10-1944 KEULEN BOMBARDEMENT | Steskensstraat 42 | Hub Visschers (1922-1944)                       |

### Urmond
In Urmond liggen elf Stolpersteine op zeven adressen.
| Stolperstein | Inscriptie | Adres                   | Herdachte persoon                                     |
| ------------ | --- | ----------------------- | ----------------------------------------------------- |
|              | HIER WOONDE BERTHA CLAESSEN GEB. 1896 GEARRESTEERD 16.4.1943 GEDEPORTEERD VERMOORD 11.6.1943 SOBIBOR                                                     | Bergstraat 8            | Bertha Claessen (1896-1943)                           |
|              | HIER WOONDE NATHAN CLAESSEN GEB. 1863 GEARRESTEERD GEÏNTERNEERD VUGHT BEZWEKEN 14.6.1943                                                                 | Bergstraat 8            | Nathan Claessen (1863-1943)                           |
|              | HIER WOONDE JOSEPHINE DRIELSMA-WOLF GEB. 1889 TRANSPORT 11-8-1942 DOSSIN VERMOORD 13-8-1942 AUSCHWITZ                                                    | Berger Maasstraat 18-20 | Josephine Drielsma-Wolf (1889-1942)                   |
|              | HIER WOONDE JACOBUS PETRUS HUBERTUS FRENKEN GEB. 1921 VERZETSSTRIJDER VUGHT GEARRESTEERD 22-4-1944 AMSTERDAM GEFUSILLEERD 10-6-1944 OVERVEEN             | Kanaalweg 18            | Jacobus Petrus Hubertus Frenken (1921-1944)           |
|              | HIER WOONDE EVA VAN HAREN-WOLF GEB. 1883 GEÏNTERNEERD 12-3-1943 GEDEPORTEERD 4-5-1943 UIT WESTERBORK VERMOORD 7-5-1943 SOBIBOR                           | Berger Maasstraat 18-20 | Eva van Haren-Wolf (1883-1943)                        |
|              | HIER WOONDE JOHANNES HUBERTUS 'JAN' PEPELS GEB. 1922 VERZETSSTRIJDER VERRADEN GEÏNTERNEERD SACHSENHAUSEN VERMOORD 5-4-1945 BERGEN-BELSEN                 | Julianastraat 34        | Johannes Hubertus Pepels, ook Jan (1922-1945)         |
|              | HIER WOONDE JOHANNES HUBERTUS SMEETS GEB. 1889 VERZETSSTRIJDER GEÏNTERNEERD 28-1-1944 'S-HERTOGENBOSCH DWANGARBEID 'PHILIPS' VERMOORD 21-1-1945 DACHAU   | Oude Poort 2            | Johannes Hubertus Smeets (1889-1945)                  |
|              | HIER WOONDE JOHANNES MATHIJS 'SJENG' THOLEN GEB. 1916 VERZETSSTRIJDER GEARRESTEERD 23-6-1944 GEÏNTERNEERD MAASTRICHT, VUGHT VERMOORD 5-4-1945 MAUTHAUSEN | Grote Straat 29         | Johannes Mathijs Tholen, ook Sjeng Tholen (1917-1945) |
|              | HIER WOONDE HUBERTUS WIJNANDS GEB. 1900 VERZETSSTRIJDER GEARRESTEERD 14-1-1943 HUCKELHOVEN DWANGARBEID OVERLEDEN 13-4-1944 HAUNSTETTEN                   | Havenstraat 3           | Hubertus Wijnands (1900-1944)                         |
|              | HIER WOONDE ABRAHAM WOLF GEB. 1868 GEINTERNEERD VUGHT GEDEPORTEERD 11-5-1943 UIT WESTERBORK VERMOORD 14-5-1943 SOBIBOR                                   | Berger Maasstraat 18-20 | Abraham Wolf (1868-1943)                              |
|              | HIER WOONDE JOSEPH WOLF GEB. 1870 GEINTERNEERD 10-4-1943 VUGHT GEDEPORTEERD 11-5-1943 UIT WESTERBORK VERMOORD 14-5-1943 SOBIBOR                          | Berger Maasstraat 18-20 | Joseph Wolf (1870-1943)                               |

## Data van plaatsingen
- 29 oktober 2021: Urmond, twee Stolpersteine op Bergstraat 8
- 4 mei 2023: Stein, drie Stolpersteine op Mommerwegsken 1, Steinderweg 25, Steskenstraat 42; Urmond, vier Stolpersteine op Grote Straat 29, Julianastraat 34, Oude Poort 2
- 4 mei 2025: Stein, twee Stolpersteine op Houterend 11, Keerend 45; Urmond, een Stolperstein op Havenstraat 3, Kanaalweg 18, Berger Maasstraat 18-20